# Henrique Gouveia e Melo
Henrique Eduardo Passaláqua de Gouveia e Melo GCC • GCA • ComA • 5 MPSD • 3 MOSD • MTMM • MSMM • MPMM • MPDN • MPCSJ • MTCN • MOCE (Quelimane, Moçambique, 21 de novembro de 1960) é um Almirante da Marinha Portuguesa, ex-Comandante Naval e Adjunto para o Planeamento e Coordenação do Estado-Maior General das Forças Armadas, tendo desempenhando as funções de Chefe do Estado-Maior da Armada.
Serviu, coadjuvantemente, de março de 2021 a setembro de 2021 como Comandante da Task Force para o Plano de vacinação contra a COVID-19 em Portugal.
A 29 de maio de 2025, anunciou a sua candidatura às Eleições presidenciais portuguesas de 2026.

## Infância e juventude

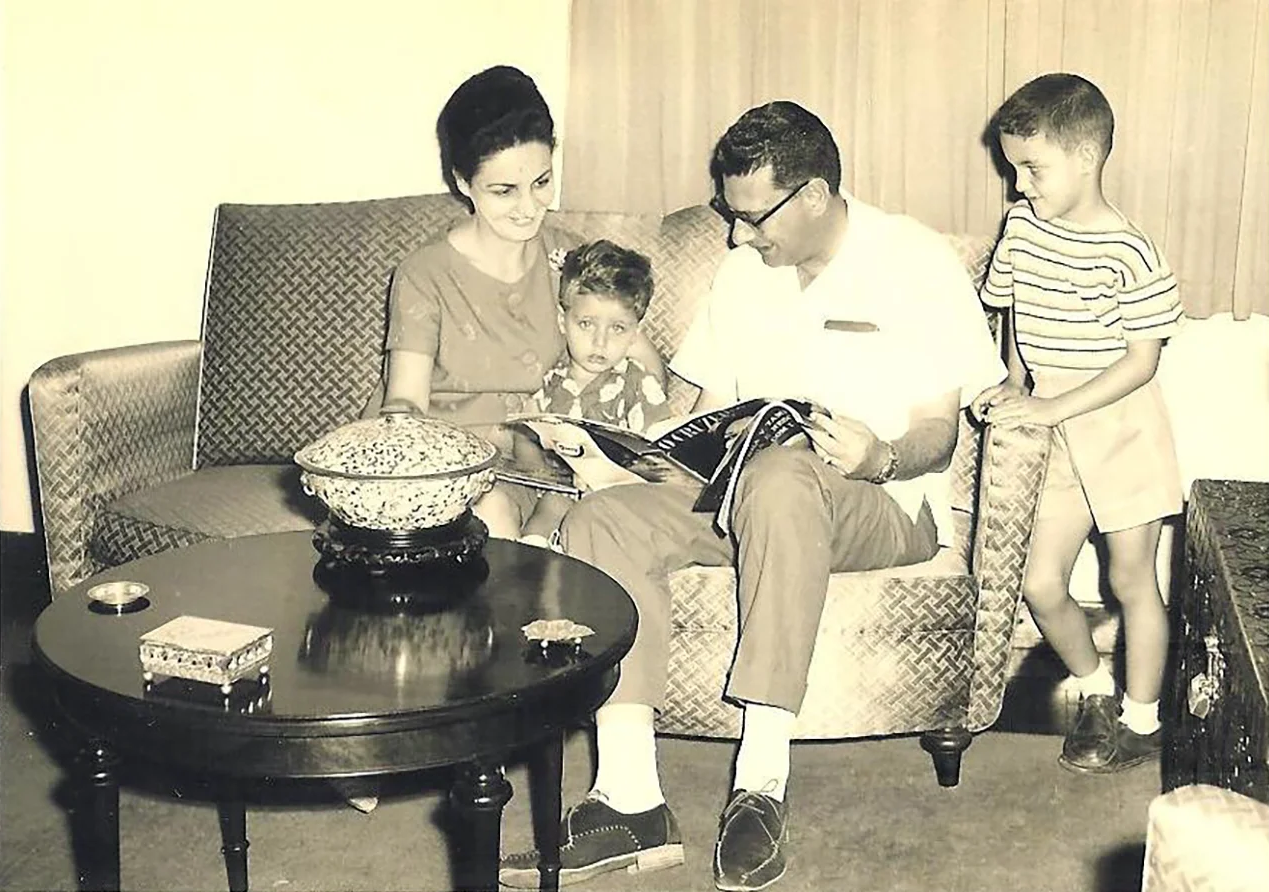
Gouveia e Melo em criança, com os pais e o irmão Manuel

Filho mais novo de Manuel Henriques Gomes de Melo de Frias e Gouveia (Mangualde, 16 de abril de 1922 - 21 de novembro de 1981), advogado oriundo da Nobreza da Beira Interior, e de sua mulher Maria Helena Pereira Passaláqua (Lisboa, 27 de junho de 1934), professora de ascendência Italiana, Henrique Eduardo Passaláqua de Gouveia e Melo nasceu em Quelimane, Moçambique, a 21 de novembro de 1960, e viveu a sua infância e adolescência entre Quelimane, em Moçambique, a cidade de São Paulo, São Paulo, no Brasil e, finalmente, Lisboa, aonde chegou aos 18 anos, em setembro de 1979 para ingressar na Escola Naval como Cadete do curso "Carvalho Araújo". Em setembro de 1984, após terminar o curso na Classe de Marinha, com 23 anos, foi promovido a Guarda-Marinha.

## Carreira
Fez o estágio de embarque, de seis meses, na fragata NRP Roberto Ivens, em 1984, antes de assumir as funções de Oficial Imediato do NRP Save, durante um ano, de 1984 a 1985.
Integrou, voluntariamente, a Esquadrilha de Submarinos aos 24 anos, em setembro de 1985, onde navegou nos submarinos NRP Albacora, NRP Barracuda e NRP Delfim, tendo nos primeiros anos e até 1992, exercido diversas funções operacionais como oficial de guarnição e posteriormente como Oficial Imediato nos submarinos NRP Albacora e NRP Barracuda. Durante a sua longa permanência na Esquadrilha de Submarinos que, nesta fase, terminaria em 2002, teve ainda a oportunidade de comandar os submarinos NRP Delfim e NRP Barracuda, chefiar o Serviço de Treino e Avaliação da Esquadrilha de Submarinos e o Estado-Maior da Autoridade Nacional para o Controlo de Operações de Submarinos (SUBOPAUTH).

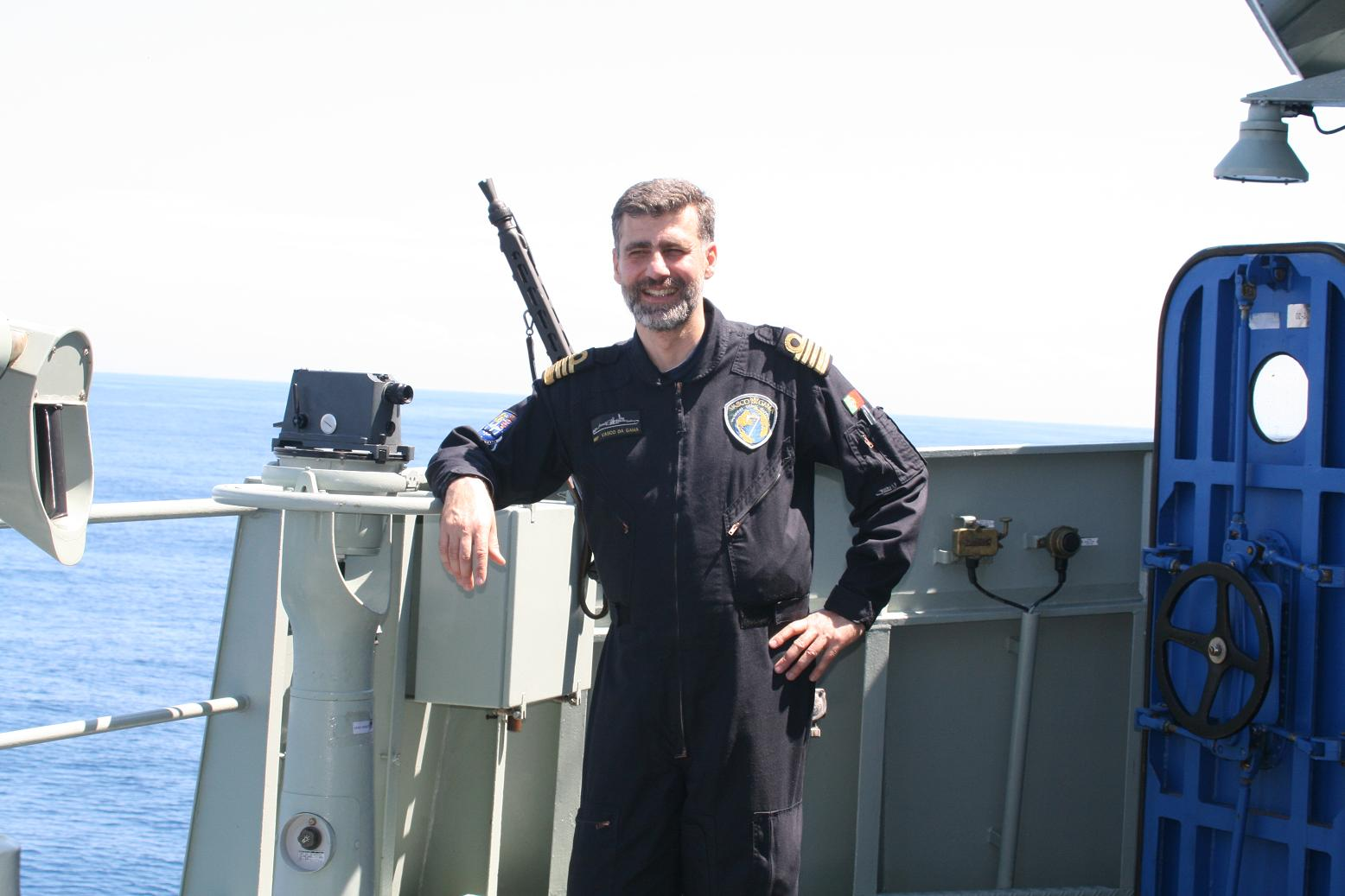
Vice-almirante Gouveia e Melo ao comando da fragata NRP Vasco da Gama

Após uma passagem de três anos como Relações Públicas e Porta-Voz da Marinha, e uma participação decisiva no projeto da nova de classe de submarinos, veio a comandar, entre 2006 e 2008, a fragata NRP Vasco da Gama (F330).

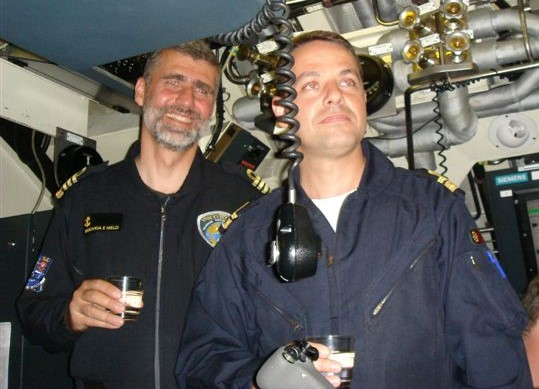
V.-Alm. Gouveia e Melo a bordo do NRP Tridente com o CTEN Frutuoso, 1.° Comandante do submarino, durante uma fase de testes, cumprindo com a tradição submarinista de provar a água salgada retirada à cota máxima do teste.

Findo este comando no mar, retornou ao meio que encerra a sua grande paixão, a Esquadrilha de Submarinos, novamente como seu Comandante, para liderar o ambicioso projeto de transformação e reconstrução desta estrutura, capacitando-a para a receção e apoio aos novos submarinos. Foi nesta fase, por falecimento do Comandante do submarino NRP Tridente, que voltou a embarcar como responsável pelas provas, testes e operações durante o primeiro ano de vida desta nova unidade, período de garantia após a receção do navio em Portugal. Antes da promoção a Oficial General foi, ainda, 2.º Comandante da Flotilha de Navios, Diretor de Faróis e Diretor do Instituto de Socorros a Náufragos.
Ao longo da sua carreira, frequentou vários cursos, dos quais se destacam a especialização em Comunicações e Guerra Eletrónica, o "International Diesel Electric Submarine Tracking Course" em Norfolk, Virgínia, nos Estados Unidos da América, o Curso Geral Naval de Guerra, uma Pós-Graduação em "Information Warfare" na Universidade Independente, o Curso Complementar Naval de Guerra e finalmente o Curso de Promoção a Oficial General no Instituto de Estudos Superiores Militares.
Após a promoção a Contra-Almirante, em abril de 2014, foi Chefe de Gabinete do Almirante Chefe do Estado-Maior da Armada até novembro de 2016 e, durante um breve período, o 2.º Comandante Naval, exercendo em suplência as funções de Comandante Naval, até janeiro de 2017. Nessa data, com a promoção a Vice-Almirante, passou a exercer as funções de Comandante Naval, período durante o qual exerceu, em acumulação, as funções de Comandante da Força Naval EUROMARFOR, que integra meios portugueses, espanhóis, franceses e italianos.
Foi entre janeiro de 2020 e dezembro de 2021 o Adjunto para o Planeamento e Coordenação do Estado-Maior General das Forças Armadas, função que, entre fevereiro e setembro de 2021, acumulou com a de Coordenador da Task Force para combate à COVID-19.
A 27 de dezembro de 2021, sucedeu a António Maria Mendes Calado como Chefe do Estado-Maior da Armada, sendo também promovido do posto de vice-almirante ao posto de almirante.
Para além dos submarinos e do mar, é um apaixonado pelo mundo das Matemáticas, da Física e da Computação.

## Pandemia de COVID-19

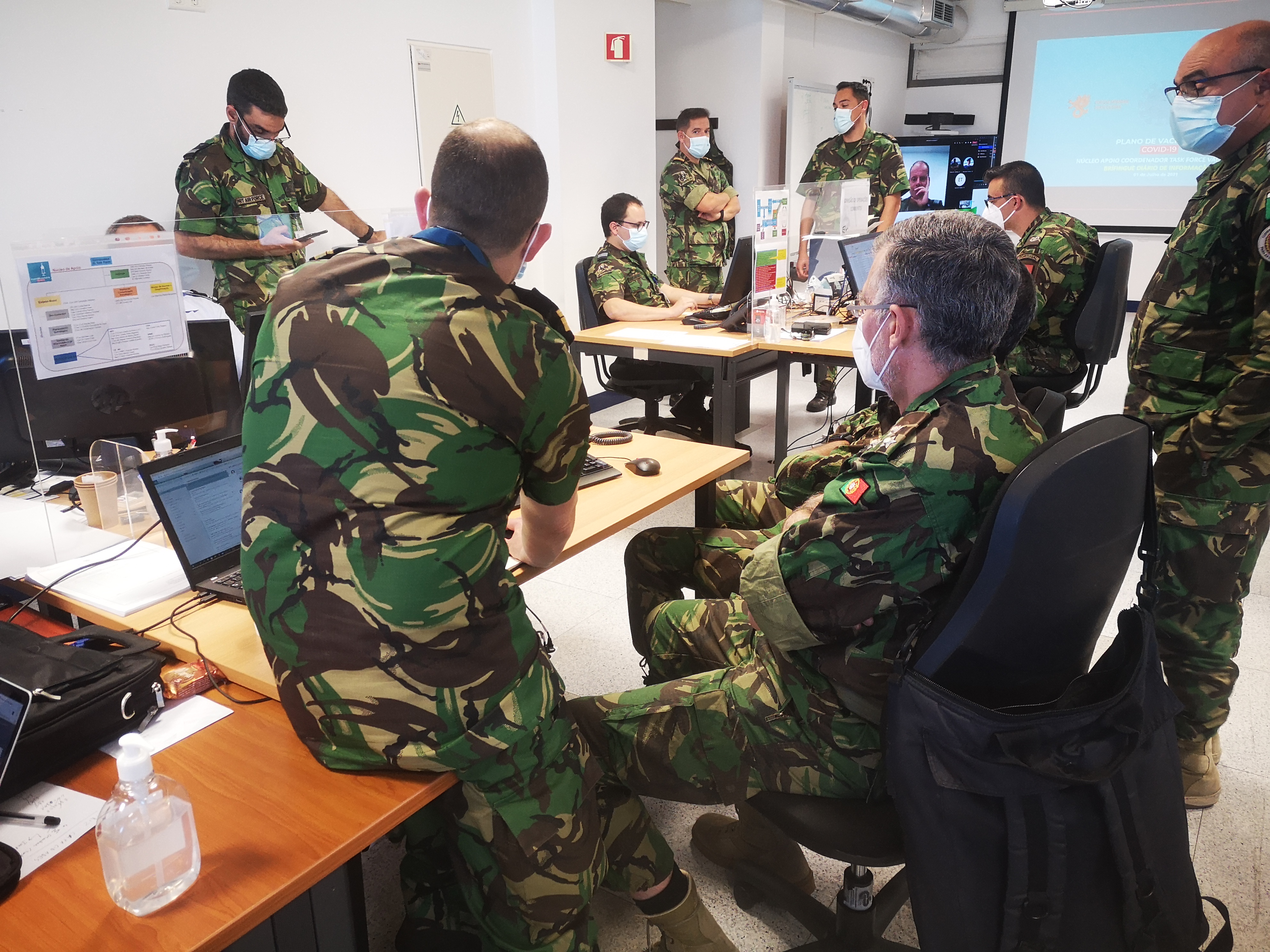
Reunião da Task Force em 2021

Gouveia e Melo assumiu um papel de destaque durante o combate à pandemia de COVID-19, após a sua nomeação como Coordenador da Task Force, a unidade montada pelo Governo para assegurar a estratégia, a planificação e a logística para a campanha de vacinação em massa contra a Covid-19. Gouveia e Melo assumiu a Coordenação da Task Force a 3 de Fevereiro de 2021, após a demissão do 1.º Coordenador, o ex-Secretário de Estado da Saúde Francisco Ramos, após generalizado descontentamento popular motivado por diversas vacinações indevidas, em que pessoas não prioritárias foram vacinadas antes de abrir aa vacinação para a sua faixa etária.
Depois de ter sido relativamente poupado durante o primeiro surto de pandemia, Portugal estava em Fevereiro de 2021 sob uma terceira vaga pandémica de Covid-19, desta vez com inaudita severidade: o país tinha a maior média de sete dias de novos casos de coronavírus por 100.000 habitantes do Mundo e o número recorde de novos casos e internamentos hospitalares ameaçava sobrecarregar o já lotado Serviço Nacional de Saúde.
Gouveia e Melo começou a usar em público apenas o seu uniforme de camuflado e linguagem militar. Em outubro de 2021, 98% da população elegível e 86% da população total estava vacinada contra a Covid-19.
Gozando de um generalizado reconhecimento público pela missão cumprida, a 19 de Agosto de 2021, Gouveia e Melo foi condecorado pelo Presidente Marcelo Rebelo de Sousa com a Grã-Cruz da Ordem Militar de Avis, pela sua carreira militar. Entre diversas homenagens recebidas, a 4 de Outubro de 2021, pouco depois do término operacional da Task Force, Gouveia e Melo recebeu o Globo de Ouro de Mérito e Excelência, numa cerimónia realizada no Coliseu dos Recreios.

## Chefe do Estado-Maior da Armada

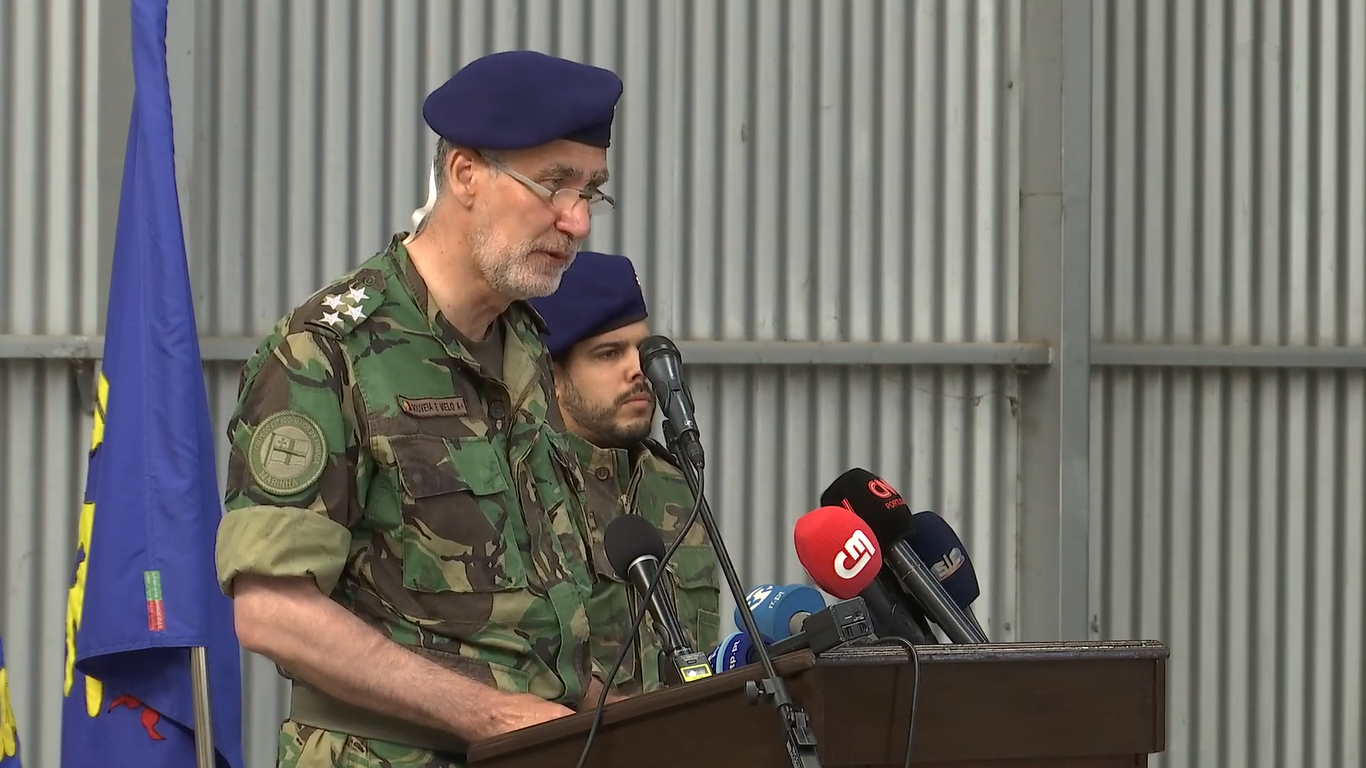
Gouveia e Melo discursa aos Fuzileiros portugueses, que partem para a Lituânia reforçando o flanco leste da NATO.

Gouveia e Melo foi nomeado Chefe do Estado-Maior da Armada e promovido ao posto de Almirante (4 estrelas) a 27 de Dezembro de 2021.
A nomeação foi controversa. O seu antecessor como Chefe do Estado-Maior, Almirante António Mendes Calado, no cargo desde 2018 e reconduzido para um novo mandato em Fevereiro de 2021. Logo pós ao anúncio do fim da Task Force de Vacinação o Ministro da Defesa Nacional João Gomes Cravinho anunciou, de forma prematura e sem o Governo ter previamente informado o Presidente da República, que iria propor a demissão do Almirante Mendes Calado e a sua substituição por Gouveia e melo. Anteriormente Mendes Calado tinha, aquando da sua audição pública na Assembleia da República, criticado e mostrado reservas sobre a nova reforma das Forças Armadas proposta pelo Governo. A sua abrupta demissão foi então entendida como retaliação do Governo. O ex-Chefe do estado-Maior da Armada Almirante Fernando Melo Gomes classificou o caso como um saneamento ao estilo do PREC. O Presidente Marcelo Rebelo de Sousa classificou de erro o anúncio prematuro do Ministro e disse que somente por sua decisão e assinatura um chefe militar pode ser exonerado e nomeado o seu substituto. O Presidente chamou ao Palácio de Belém o Primeiro-Ministro António Costa e o Ministro da Defesa Nacional João Gomes Cravinho para darem explicações sobre o caso. Marcelo Rebelo de Sousa anunciou depois que a palavra final cabe ao Presidente e que rejeitava a proposta de demissão de Mendes Calado, que assim continuou no cargo. Apesar de pedidos de demissão apresentados por partidos da oposição o Ministro também se manteve em funções.
Em Dezembro de 2021 o Presidente anunciou que com a promulgação da nova reforma das Forças Armadas iniciava-se um novo ciclo político e que seria o o momento certo para a substituição da Chefia do Estado-Maior da Armada. Mendes Calado publicamente anunciou que não saia do cargo por sua iniciativa.
Gouveia e Melo prestou juramento e foi empossado pelo Presidente da República a 27 de Dezembro de 2021, no Palácio de Belém, numa curta cerimónia sem discursos e com a notada ausência do seu antecessor, Almirante Mendes Calado. Antes da cerimónia, Gouveia e Melo foi condecorado com a Medalha de Serviços Distintos - Grau Ouro pelo Almirante António da Silva Ribeiro, Chefe do Estado-Maior-General das Forças Armadas. A oposição acusou o Governo de politizar a nomeação e querer tirar proveito eleitoral do sucesso da gestão da campanha de vacinação liderada por Gouveia e Melo.

## Curiosidades
- Fez mais de dois terços da sua carreira na área operacional, a maior parte embarcado; a última missão enquanto operacional embarcado realizou-a já com 51 anos;
- Realizou mais de 32.000 horas de navegação, a maior parte em submarinos e destas mais de 20.000 horas de imersão (todas incluídas nas horas de navegação);
- Como comandante do NRP Barracuda (S164) fez a missão mais prolongada dos submarinos portugueses, 31 dias de mar seguidos;
- Na tentativa de estender a autonomia dos submarinos, após a missão dos 31 dias de mar, realizou o único reabastecimento de combustível / água a navegar com o submarino, em mar aberto, realizado pelo NRP Bérrio (1993) (Comandado pelo CMG Rodrigues Cancela);
- Comandou dois submarinos em simultâneo, durante cerca de oito meses; algumas vezes atracava com um, tomava um café e banho na Esquadrilha de Submarinos e largava com o outro;
- Foi precursor de exercícios de salvamento de submarinos em Portugal;
- Foi o primeiro português a passar entre dois submarinos em imersão, dum submarino de salvamento britânico para o NRP Delfim (S166), a 110 mts de profundidade e o único a passar dum sino de salvamento russo para bordo do NRP Tridente (S160), a 120 mts de profundidade;
- Criou o curso de técnicas de seguimento e análise de movimentos em passivo, desenvolveu o curso de Informações e Combate e escuta em banda estreita (análise espectral) e criou o curso para Comandantes dos Submarinos, tendo sido instrutor de quatro edições e posteriormente para Comandantes dos navios de superfície;
- Sistematizou e desenvolveu a doutrina de operações de submarinos portugueses: táticas de guerra assimétrica e anti-superfície; operações em águas pouco profundas; desembarque e recolha de forças de operações especiais; técnicas anti-torpédicas; vigilância e recolha de informação discreta;
- Foi um dos poucos submarinistas que comandou submarinos e uma fragata;
- Enquanto Diretor de Faróis foi o criador do conceito de estações de radares e vigilância costeira da Autoridade Marítima, recorrendo a equipamentos comerciais de baixo custo;
- Enquanto Comandante Naval foi o criador da célula de desenvolvimento e experimentação operacional da Marinha, sendo o precursor da guerra robotizada na Marinha e um incentivador deste conceito nas Forças Armadas; desenvolveu, no Centro de Análise e Operações Navais, técnicas de fusão de dados por via estatística para a criação e estudo de padrões da atividade marítima e naval;
- Foi um dos grandes incentivadores das operações fora de área no Golfo da Guiné e do projeto de projeção do NRP Zaire da Classe Cacine para São Tomé e Príncipe.

## Publicações e Ensaios
- Manual de Informações em Combate e Técnicas de Seguimento Passivo – 1994;
- Manual de tática para submarinos e de informações em combate - 1995-1998;
- Manual do Curso para Comandantes - 1998-2002;
- Os Submarinos do Século XXI – Anais, 1998;
- Doutrina de Relações Públicas da Marinha - 2005;
- Manual para Jornalistas - 2005;
- Plano de Comunicação Estratégica da Marinha - 2005;
- Comandar no Mar – Cadernos Navais - 2007;
- O Porquê dos Submarinos - 2009;
- Liderança e exercício de comando, co-autor, Edições Culturais da Marinha, 2011[21]
- O desenvolvimento do Oceano Atlântico, Norte-Sul – OSM 2012;m
- A Segurança dos Portos, Causas e efeitos da Insegurança Marítima– OSM - 2013;
- O despertar do Atlântico, co-autor, Mare Liberum, 2014[22]
- O papel das companhias privadas de segurança marítima na pirataria – Marinha – maio de 2017;
- Conceito de operações de raides anfíbios “light and fast”, 2017;
- Uma Marinha útil e minimamente significativa para o Século XXI – Cadernos Navais, ISBN: 978-989-8159-92-2, 2019;[23]
- Ciberdefesa – Revista Nação e Defesa, 2020.

## Condecorações

### Ordens Honoríficas
- Grã-Cruz da Ordem Militar de Cristo (27 de Dezembro de 2024)[24]
- Grã-Cruz da Ordem Militar de Avis (19 de Agosto de 2021)[24]
- Comendador da Ordem Militar de Avis (3 de Junho de 2004)[24]

### Medalhas Militares
- 4 Medalhas Militares de Ouro de Serviços Distintos
- 5 Medalhas Militares de Prata de Serviços Distintos
- Medalha Militar de 1.ª Classe de Mérito Militar
- Medalha Militar de 2.ª Classe de Mérito Militar
- Medalha Militar de 3.ª Classe de Mérito Militar
- Medalha de 1.ª Classe da Defesa Nacional
- Medalha de 1.ª Classe da Cruz de São Jorge
- Medalha de 3.ª Classe da Cruz Naval
- Medalha Militar de Ouro de Comportamento Exemplar

### Condecorações Estrangeiras
- Comendador da Ordem do Mérito Marítimo de França
- Grande-Oficial da Ordem do Mérito Naval do Brasil
- Medalha Mérito Tamandaré do Brasil
- Medalha de Participação na Operação Sharp Guard da Organização do Tratado do Atlântico Norte